# Himeji (stacja kolejowa)
Himeji (jap. 姫路駅 Himeji-eki) – stacja kolejowa w Himeji, w prefekturze Hyōgo, w Japonii. Stacja posiada 7 peronów.